# Faculté de médecine de Clermont-Ferrand
La Faculté de médecine de Clermont-Ferrand est une unité de formation et de recherche de l'université d'Auvergne pour la formation des futurs professionnels de santé et de chercheurs dans le domaine du vivant.

## Historique
La faculté de médecine de Clermont-Ferrand est une des plus anciennes institutions d'enseignement de la médecine en France. Jean de Doyac, gouverneur d'Auvergne, déclare à la Ville de Clermont-Ferrand lors de son passage en 1481 qu'il usera de toute son influence pour faire établir une Université des Lois et Décrets et de Médecine,. Cette promesse vise notamment à justifier une levée de fonds substantielle de 50 écus d’or, mais le projet n’aboutit pas puisque l’année suivante, Jean de Doyac n’est plus gouverneur d’Auvergne et son successeur Claude de Montfaucon ne reprend pas l’idée. Il faut attendre les lettres patentes de Louis XIV, le 22 mai 1681, pour que soit fondée à Clermont une société médicale sur le modèle de celles de Moulins et Lyon, le collège de médecine, qui comprend alors 10 membres.
L’École préparatoire de Médecine doit sa création à Pierre Bonnet, né à Cussy-les-Forges, dans l’Yonne. Âgé de trente-cinq ans, lui-même fils de chirurgien et officiant à Paris, il prend en 1769 la tête du service de l’Hôtel-Dieu de Clermont où il ouvre des cours d’anatomie et de chirurgie. Près de trente ans plus tard, en 1796, le chirurgien Pierre Dulaure s’adresse à l’administration municipale dans le but de fonder une école chirurgicale et le 5 avril, une délibération du conseil municipal lui permet de s’installer au premier étage du bâtiment du poids de ville pour y donner ses cours.
Le 18 septembre 1806, l’École secondaire de médecine de Clermont-Ferrand est officiellement créée par décret de Napoléon Ier, et les premiers cours débutent l’année suivante, le 15 novembre. Parmi le personnel enseignant, Jean-Baptiste Achard-Lavort, Jean-Baptiste Fleury et Michel Bertrand, créateur de l’établissement thermal du Mont-Dore, sont particulièrement renommés. Jean-Baptiste Achard-Lavort est nommé directeur en 1820, année du rattachement de l’Académie de médecine à l’Université.

### L'école municipale de médecine à l'Hôtel-Dieu (1820-1853)

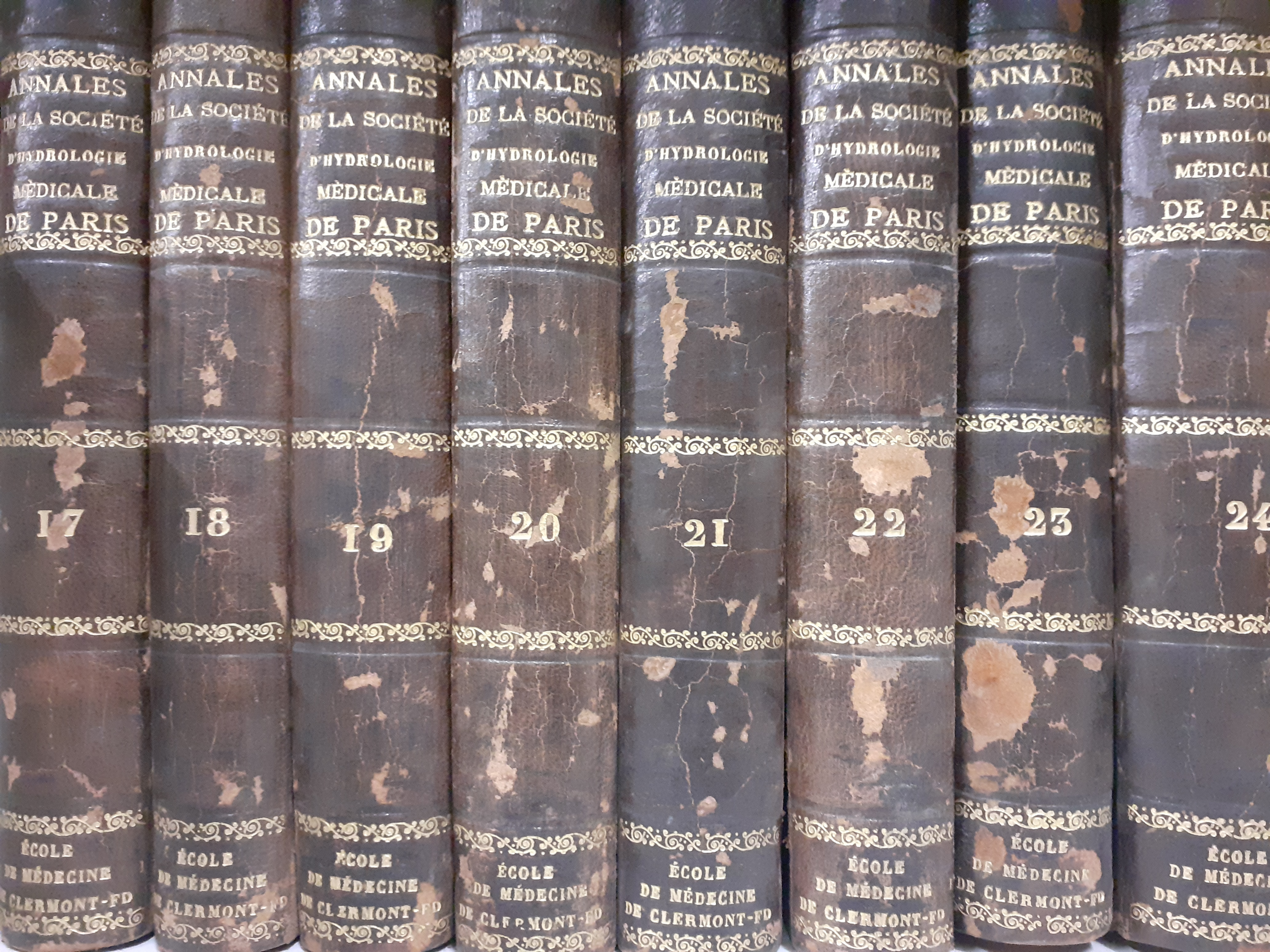
Reliures avec super ex-libris "Ecole de médecine de Clermont-Fd"

À partir du début des années 1820, les professeurs et les étudiants disposent de quelques pièces dispersées à l'Hôtel-Dieu, mais c'est seulement en 1859 que sont inaugurés des locaux affectés à l'école de médecine : un amphithéâtre pour les cours d’anatomie et de médecine en sous-sol semi-enterré ; au rez-de-chaussée des bureaux, une bibliothèque et la salle des actes ; au premier étage un amphithéâtre pour les cours de chimie, physique et histoire naturelle, des laboratoires et des salles de professeurs.
Lavort laisse à sa mort sa bibliothèque à l'école de médecine. M. Bertrand père, Fleury, Nivet, d'autres professeurs, Antoine Blatin (300 volumes) l'enrichissent ensuite de leurs dons.
Le Collège de médecine, fondé en 1681 et érigé en 1806 en École secondaire de médecine, devient successivement École préparatoire de médecine et de pharmacie (1841), École réorganisée de médecine et de pharmacie (1891) puis École de plein exercice (1928),.
Dès le milieu des années 1930, les élus municipaux clermontois et les médecins-enseignants multiplièrent les démarches pour obtenir l’érection de l’école en faculté afin de conforter l’attractivité de la ville, mais aussi afin de transférer à l’État la charge des frais de fonctionnement jusque-là supportée par la commune. Le ministère de l’Éducation nationale refuse toute participation en raison du caractère uniquement municipal de l’école et l'Etat refuse d'aider à la construction de nouveaux locaux. Le Conseil général du Puy-de-Dôme accepte cependant de supporter 60 % de la dépense, le reste demeurant à la charge de la ville.

### La Faculté mixte de médecine et de pharmacie
Le nouveau bâtiment est inauguré en 1954 est les efforts sont récompensés la même année : la faculté mixte de médecine et de pharmacie est créée.

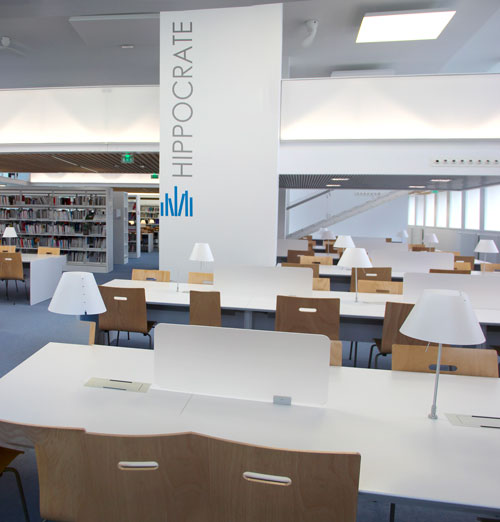
Bibliothèque universitaire de Santé

Cependant, elle ne reste que treize ans dans ces locaux : au début des années 1960, l’État engage un plan national pour le développement de l’enseignement supérieur et le 13 octobre 1967, le Premier ministre Georges Pompidou et le ministre de l'Éducation nationale Alain Peyrefitte inaugurent sur le plateau Saint-Jacques les nouveaux bâtiments de la faculté de Médecine et Pharmacie et sa section spécialisée de la bibliothèque universitaire.
Les anciens locaux, rue Lagarlaye, accueillent alors l’école dentaire municipale, ancêtre de la Faculté de chirurgie dentaire.

### Liste des directeurs et doyens
- Jean-Baptiste Lavort (d)  (1820-1852)
- Pierre Bertrand (d)  (1852-1874)
- Jean-Baptiste Fleury (1874-1886)
- Eugène Ledru (1886-1893)
- Hippolyte Bousquet (1893-1902)
- Paul Girod (1902-1909)
- Hippolyte Bousquet (1909-1922)
- Gabriel Billard (1922-1928)
- Joseph Castaigne (1928-1942)
- Émile Merle (1942-1947)
- Pierre Luton (1947-1956), dernier directeur de l'école de médecine et de pharmacie
- M. Paturet (1956-1961), premier doyen de la faculté de médecine
- M. Cuvelier (1961-1965)
- Gaston Meyniel (1965-1989)
- M. Cluzel (1989-1997)
- Maurice-Antoine Bruhat (1997-2002), gynécologue-obstétricien
- Patrice Deteix (2003-2012), néphrologue
- Jean Chazal (2012-2017), neurochirurgien
- Pierre Clavelou (2017-...)[19], neurologue

## Formation
Formation en médecine, maïeutique (sage-femme), masso-kinésithérapie (à Vichy), ergothérapie, orthoptie, orthophonie.